# セルゲイ・ウィッテ
セルゲイ・ユリエヴィチ・ウィッテ（ロシア語: Серге́й Ю́льевич Ви́тте, ラテン文字表記例：Sergei Yul'jevich Witte, 1849年6月29日（ユリウス暦6月17日）  - 1915年3月13日（ユリウス暦2月28日））は、帝政ロシア末期の政治家。セルギウス・ウィッテの名でも知られ、姓はヴィッテとも表記される。
鉄道会社勤務から政界に登用された異色の経歴をもち、ロシア帝国運輸通信大臣（1892年）、大蔵大臣（1892年 - 1903年）、大臣委員会議長（1903年 - 1905年）を歴任し、1905年10月20日には初のロシア帝国首相（閣僚会議議長）となってロシア初の憲法となる1906年のロシア帝国国家基本法の設計者のひとりとなった。蔵相としては金本位制の採用やシベリア鉄道をはじめとする鉄道建設などによりロシアの工業化に貢献した。日本や清国との外交交渉でも活躍し、日露戦争の講和交渉にはロシア側全権として当たり、日本側の外務大臣小村寿太郎と折衝を重ね、ポーツマス条約成立により伯爵の爵位を得た。彼の著した回想録『ウィッテ伯回想記』はロシア激動の時代の史料として重要である。
イギリスの歴史家、オーランドー・ファイジズは彼について、「1890年代の偉大な財政改革大臣」であり、「ニコライ2世の諸大臣中もっとも賢明な一人」であって、また、1905年におけるロシアの新議会制度の生みの親であると叙述している。

## 生涯

### 出自と生い立ち
1849年6月29日、ロシア帝国の領土でカフカス総督府の置かれたグルジア（現、ジョージア）のチフリス（現、トビリシ）に生まれた。
ウィッテは、自分の先祖について、「スウェーデン人がまだ支配者であったときのバルト諸県に定住したオランダ人家族から出た」とだけ述べており、バルト帝国時代（スウェーデン統治時代）にオランダからバルト海沿岸に移り住んできた移民の子孫である。バルト・ドイツ人は、ピョートル1世以来優れた人物を輩出してきたが、彼もまた間接的にはそれに連なる人物であった。セルゲイ・ウィッテの父ジュリアス・クリストフ・ハインリヒ・ゲオルク・ウィッテ（1814-1868）はルター派のバルト・ドイツ人で、ドルパート大学とドイツの大学に学んで技術官としてロシア政府の勤務に就いた人物である。彼は、上司であるサラトフ県知事の娘でロシア貴族出身のエカテリーナ・ファデーエワ（1821-1897、セルゲイの母）と結婚する際、ロシア正教に改宗した。ジュリアスは、ロシア有数の大都会であったプスコフで騎士団員となったが、官吏としてサラトフ、つづいてチフリスへと移り住み、セルゲイは母エカテリーナの両親のもとで育った。
母方の祖父は、サラトフ県知事でカフカス枢密院議員のアンドレイ・ミハイロヴィチ・ファデーエフ（1789-1867）であり、祖母は名門貴族ドルゴルーコフ家出身で博物学者でもあったエレナ・パヴロヴナ・ドルゴルーコヴァ公女（1788-1860）であった。
セルゲイ（1849-1915）は5人兄弟で、ボリス（1845-1902）、アレクサンドル（1846-1884）という2人の兄とオルガ（生没年不詳）、ソフィア（1849-1917）の2人の姉妹がいた。 なお、オカルティストとして知られるエレナ・ペトローヴナ・ブラヴァーツカヤ（1831-1891、ブラヴァツキー夫人）はアンドレイ・ファデーエフとヘレナ・ドルゴルーコヴァ公女を共通の祖父母とする従姉で、セルゲイ・ウィッテの大学時代に交流があった。
セルゲイ・ウィッテの政敵は彼を「ドイツ人」と指弾することがあったが、それはしばしば彼のこういった出自に対する誤った理解にもとづいていた。

### 大学から鉄道会社へ

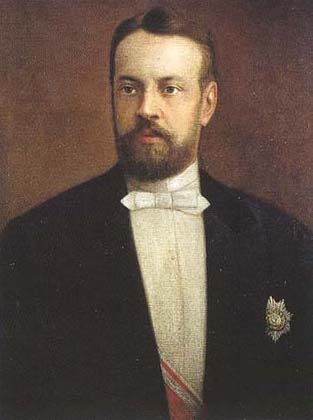
セルゲイ・ウィッテ（1880年代）

セルゲイ・ウィッテは16歳までチフリスで育った。彼はチフリスのギムナジウムで学んだが、学問よりも音楽やフェンシング、乗馬に興味を示す生徒であった。彼はモルドバのキシネフでギムナジウムの上級を修了した。1865年、兄のボリスはウクライナのオデッサにある帝国ノヴォロシア大学（現、オデッサ大学）の法学科に進んだ。セルゲイは翌1866年に同大学の物理・数学科に進み、1870年、トップの成績で卒業した。
ウィッテは当初、理論数学の教授になることを目指しており、研究者の道に進むつもりであったが、周囲からは数学研究者は貴族や上流社会出身者になじまない進路であると考えられており、彼の親戚からも良い顔をされなかった。そうしたとき、彼はたまたま叔父の知人であった運輸通信大臣のウラジーミル・アレクセイエヴィチ・ボブリンスク伯爵から、研究者の道ではなく、鉄道分野での実績を積むよう説得された。ウィッテは、ウクライナ鉄道の事業について実践的な理解を得るため、伯爵の指示でオデッサ鉄道で6か月間のインターンシップを行った。さまざまな部署でのトレーニングを行い、訓練期間の終了時に事務所の主任を任された。給料は大学教授よりもよかった。1871年7月1日、彼は公務員の職に就いた。切符販売に始まったウィッテの鉄道業務は20年におよび、そのなかで経営者として頭角をあらわしていった。彼はオデッサ港の整備に意を払った。
1875年の末、オデッサ鉄道のティリガルで列車が大破し、多くの人命が失われる事故が起こり、それによりウィッテは逮捕され、一旦禁固4か月の刑に処せられた。しかし、裁判は長引き、そのなかでウィッテは、来るべき露土戦争（1877年-1878年）における兵員と軍事資材の輸送について最大限に力を尽くすことを鉄道側に指示する強い意志を示した。これがニコライ・ニコラエヴィチ元帥の耳にとまって、元帥の要請で処分は禁固2週間に減刑された。ウィッテは昼は「ロシアの鉄道事業研究のための特別高等委員会」の一員として働き、夜だけ拘置所で暮らすという生活を一時送った。釈放された彼は、列車運行の遅延を克服するために奮闘し、ダブル・シフト・オペレーションという新システムを考案した。1877年4月11日、ウィッテは公務員の職を離れた。

### 鉄道畑から政界へ

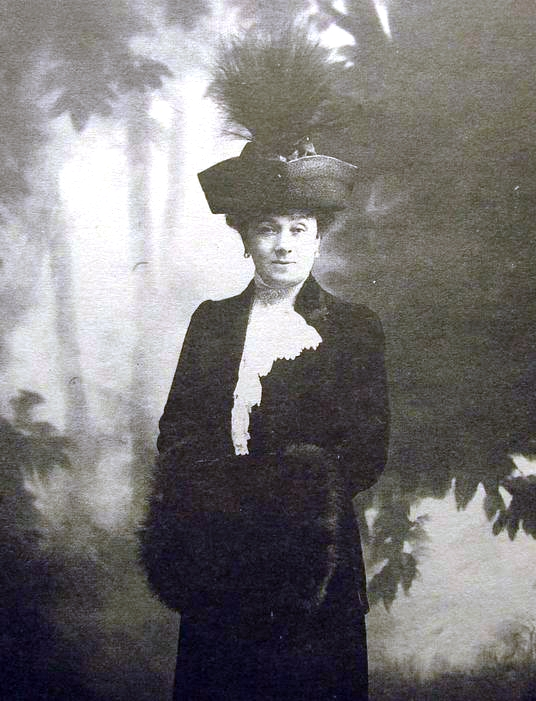
生涯の伴侶となった妻マチルダ
----
カール・ブッラ撮影（1905年）

1879年、ウィッテは首都サンクトペテルブルクでの役職を引き受け、そこで最初の妻ナジェージダと出会った。翌年、彼はウクライナの中心都市キエフに転居した。彼が1883年に発表した『鉄道運賃の原理』という著作は注目された。この論文は、社会問題について、また君主制の役割についても論じ、政府部内で好評を博した。1886年、彼はキエフに拠点を置くロシア西南鉄道という民間会社の経営者を任され、このとき能率と収益性を大いに高めたことはよく知られている。
この頃、ウィッテは皇帝アレクサンドル3世と会っており、彼は皇帝の乗る「お召し列車」が高速運行のために2台の強力な貨物機関車を使用する皇帝周辺の慣行に対し、その危険性を警告した。そのため、皇帝の側近との間にはあつれきが生じたが、はたして1888年10月に起こったボルキ列車事故で彼の警告は証明されたのであった。ウィッテはその後、オデッサ鉄道運輸局長職を務め、さらに同職にあったとき、運輸通信省の国営鉄道管理局長に抜擢された。
1889年、彼は「国民貯蓄とフリードリヒ・リスト」という論文を発表し、ドイツ歴史学派の経済学者フリードリヒ・リストの学説にもとづいて輸入品に正当な関税を課し、外国との競争から国内産業を守り、それを強化しなければならないと主張した。ウィッテは、ドイツにおいてリストの政策を実行したのがオットー・フォン・ビスマルクだと考えており、「ロシアはツァーリの権威に、その工業の創出、農業と人口の急速な成長、……要するにいっさいの商業上の意義を負っている」というリストの言葉を特に好んだ。同年、彼は大蔵大臣のイワン・ヴィシネグラツキーにより大蔵省の鉄道事業局長にむかえられ、1891年までその職を務めた。ウィッテ登用を後援したのは皇帝アレクサンドル3世であった。ウィッテは、小規模な鉄道事業の4分の1未満が州の直接管理下にあることが非効率を招いているとし、鉄道事業の国家独占を図り、鉄道路線の拡張と鉄道事業の統制を推進した。ウィッテはまた、政治的なコネや親類縁者からの支援が幅を効かせる人事ではなく、業績や効用から人事考課をおこなう権限も獲得した。
鉄道建設に意欲的な皇帝アレクサンドルは、1882年に全長8,000キロメートルにおよぶシベリア鉄道の建設計画を決定していた。しかし、膨大な建設経費が、この計画の実現を妨げていた。この計画の目的は当初ヨーロッパ・ロシアの人口稠密状態の改善ということにあったが、やがて、清国におけるイギリスやドイツの勢力への対抗という動機が加わり、さらに19世紀末には満洲地域の清国人人口の急増に対して既有の領土を防衛するために必要だと考えられるようになっていた。
1890年、ウィッテの最初の妻、ナジェージダが死去している。1891年、ロシアでは新しい関税法が可決され、20世紀初頭まで保護貿易主義のなかでロシアの工業化が進展した。一方、この年はシベリア鉄道の工事に着手した年でもあった。ウィッテはロシアの工業化に尽力するとともに、それを担う実践的な科学・技術教育の普及のために努力した。
1892年、ウィッテは劇場で知り合った女性、マチルダ・イワノヴナ（イサコフナ）・リサネビッチに好意を寄せるようになり、ギャンブル狂いの夫と離婚して自分と結婚するよう求めた。マチルダは既婚者だったというばかりではなく改宗ユダヤ人でもあったので、2人の結婚は当時のロシア社会にあってはスキャンダルにほかならず、ウィッテは上流貴族との社交を犠牲にしなけければならなかったが、皇帝アレクサンドルは彼を守った。

### 蔵相に

#### シベリア鉄道の建設

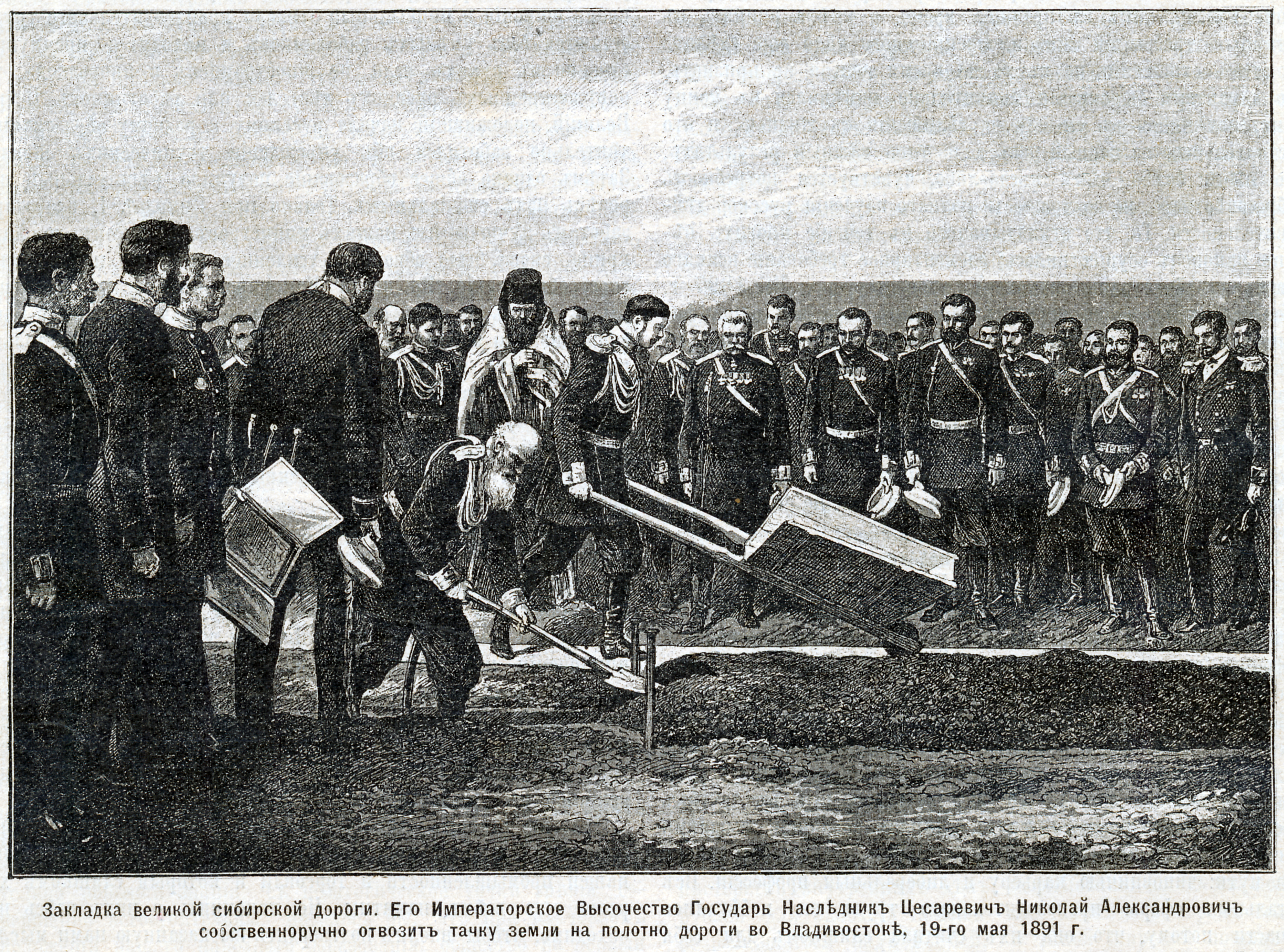
皇太子ニコライによるシベリア鉄道起工式（ウラジオストク、1891年）

シベリア鉄道の計画が実行に移されたのは、アレクサンドル3世の計画決定から9年後の1891年のことであった。アレクサンドル3世は、この年の5月、ロシア皇太子ニコライ（のちのニコライ2世）をシベリア鉄道の起工式に参加させた。皇帝は、皇太子を鉄道建設に結びつけることによって、その建設を確実なものにしなければならないと考えたのであった。
アレクサンドル3世はセルゲイ・ウィッテを、1892年2月には運輸通信大臣に任じて鉄道建設にあたらせ、ロシアの鉄道網の統制権と関税改革に関する権限とをあたえた。これについては「ロシアの鉄道はおそらく（当時）世界で最も経済的に運営されている鉄道であろう」との評価がある。鉄道による利益はきわめて高く、政府に対し、年間1億ルーブル以上を計上している（ただし、会計上の欠陥により正確な金額は不明である）。
皇帝はさらに半年後の1892年8月、それまで均衡財政を重視して鉄道建設に難色を示してきたイワン・ヴィシネグラツキー蔵相を更迭し、ウィッテをその後任にすえた。ロシアでは、1905年まで産業と商取引に関する案件は大蔵省の管轄するところであったが、ウィッテは1903年までの11年間蔵相の地位にあった。彼は以降、予算、財政、通貨の最高責任者として海外貿易、関税、国内交易・産業をその管理下に置いた。ウィッテは皇帝アレクサンドルに対して、10年間でロシアをヨーロッパの経済大国にすることを約束した。
ウィッテが蔵相となってまず取り組んだのはシベリア鉄道建設である。彼はシベリア鉄道を「ヨーロッパとアジア的東方との交通の方向における変革」「諸国家間の経済関係の根本的変革」をもたらすものとしてとらえ、ロシアはアジアに近い「大生産者・消費者」として「変革」からの利益をおおいに受けるものと考えた。ウィッテは、シベリア鉄道事業推進のため、「シベリア鉄道特別委員会」を設置し、この委員会の議長には、ウィッテの提案にもとづいて勅命によって皇太子ニコライが任命された。これは、他の大臣たちとの折衝をスムーズに進めるうえで大きな権限をもち、鉄道敷設にかかわる立法さえ可能であった。しかし、皇帝の後ろ盾がありながらも、このような組織が必要であったということ自体、シベリア鉄道建設にはさまざまな困難がともなっていたことを意味している。莫大なコストや難工事もさることながら、地主貴族を中心に根強い抵抗が繰り返されたが、その理由は、鉄道によって東方への移民が容易になればヨーロッパ・ロシアの地価が下がるというものであった。
ウィッテは、1892年11月に工事計画の全体像を提案したが、これはまさに国家プロジェクトと評すべき大事業であった。ウィッテは鉄道建設に際して産業人材のための教育システムの構築を主張し、特に商業を担う人材の学校の開設を唱えた。その結果、創立された学校も実際に存在している。鉄道建設事業には、建設自体が工業分野での需要を産み出し、ロシアの工業化を大きく進展させる効果があった。シベリア鉄道は、5フィート間隔の広軌で建設された。日本とイギリスが朝鮮半島や中国大陸に建設した鉄道で採用されたゲージは4フィート8.5インチの標準軌であり、この相違は、のちにロシアと日英両国との間に極東におけるそれぞれの勢力範囲をめぐる軋轢を惹起することとなった。
1894年、後述するように彼はドイツ帝国との10年間の商業協定をロシアに有利な条件で締結した。ウィッテを取り立てたロシア皇帝アレクサンドル3世は、1894年11月1日（ユリウス暦10月20日）、逝去した。皇帝は、死の床で息子の皇太子ニコライに、最も有能な大臣であるウィッテのことばによく耳を傾けるよう言い残している。

#### ウィッテの経済政策

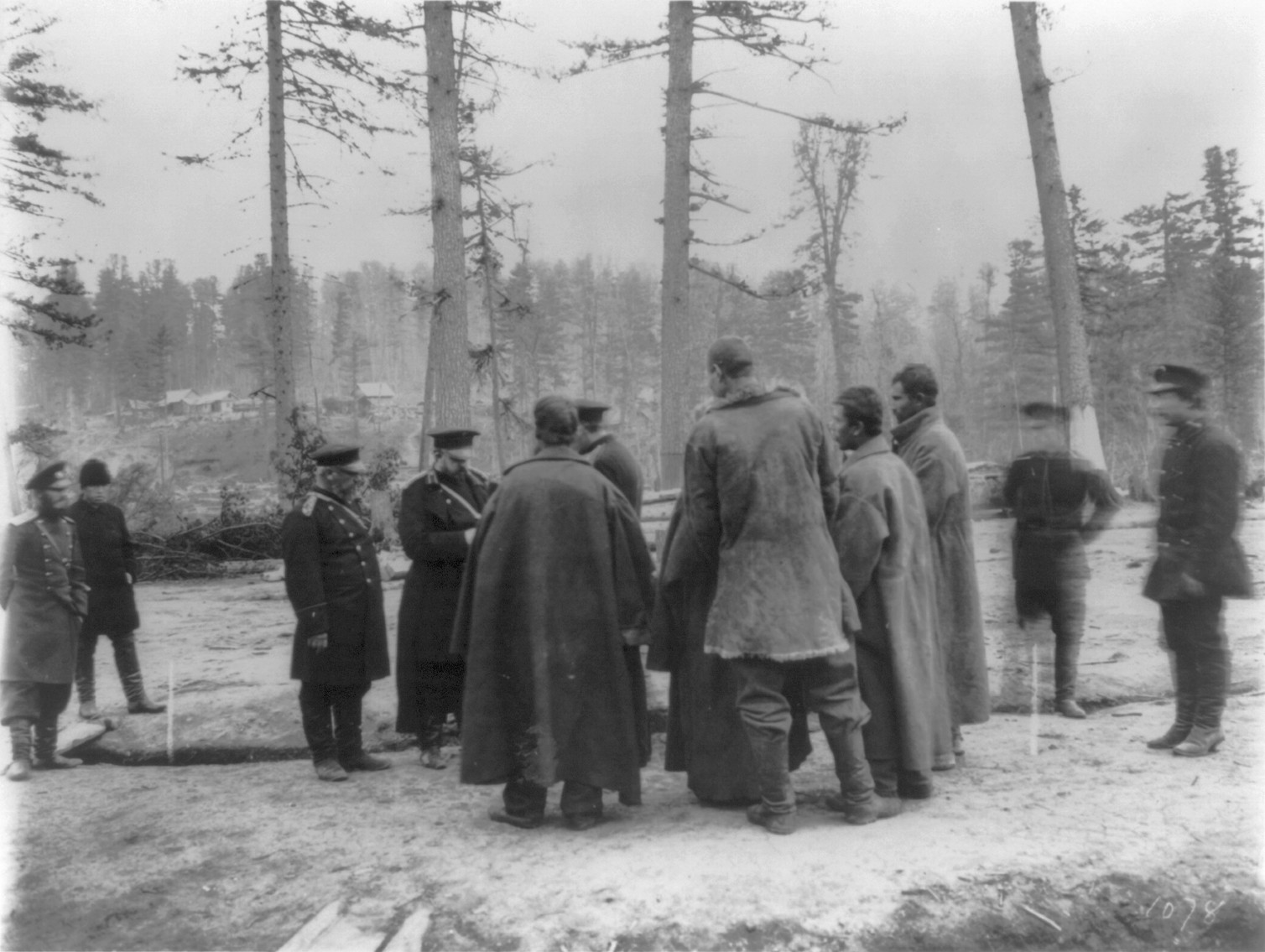
シベリア鉄道のウスリー川での建設風景
----
ウィリアム・ヘンリー・ジャクソン撮影（1895年）

シベリア鉄道は国営鉄道であり、鉄道建設を国家資金でつくるには歳入を増大させなければならなかった。ウィッテは、私淑するF.リストの学説の影響を受けて、国家が市場に積極的に介入する経済政策を採用し、1893年6月の4県での酒（ウォトカ）専売制の導入、1894年9月の粗糖税の75パーセント引き上げなどによって財政改革をおこなって歳入を増やす一方、保護関税政策の採用を進めた。
外債の募集もフランスにおいて積極的におこなわれた。民間企業にも外資導入が奨励された。ウィッテは新皇帝ニコライ2世（1894年即位）に対し、現状では国内資本が欠乏しており、防衛準備の強化や鉄道発展のためには巨額な資金が必要となることを訴え、寡少なロシア国民の貯蓄をそこにまわす余裕はないので、フランス資本を中心とする外資の積極導入を図るべきであるとの意見も開陳して、これを実行した。ウィッテにとって、外国資本はロシアに不足している「資本、知識、それに企業意欲」を与えるものとされ、ロシアの国民文化にも好影響を及ぼすと期待されたのである。

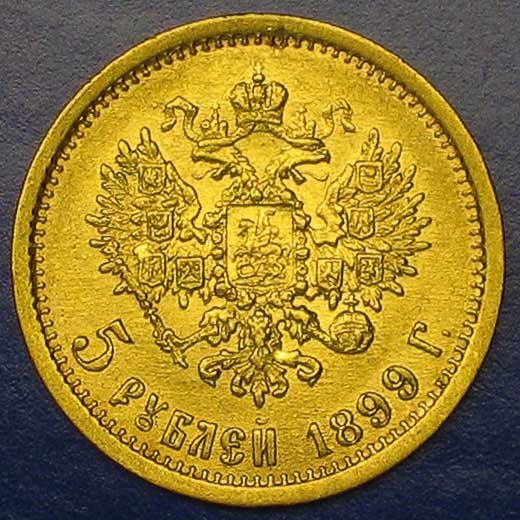
1899年発行の5ルーブル金貨

ウィッテはまた、外資導入のため、通貨改革を1897年より開始し、金本位制を確立してルーブル紙幣の金への自由な交換を導入した。1897年1月、ウィッテは皇帝隣席のもと財務委員会をひらいて新しい金貨の鋳造開始を決定し、8月の勅令によってロシア国立銀行が発券銀行の役割を与えられ、金保有量の2倍を限度として兌換紙幣を発行した。この幣制改革により、為替相場の安定がもたらされ、外資流入に好適な環境がつくられ、投資活動が活発化して外貨が大量に増加した。20世紀初頭の段階でロシア経済への外国投資は全投融資の4割に達し、ドイツ・フランス・イギリスの企業が資本を投下していた。ウィッテが主導した、こうした国家資本主義的な経済メカニズムのことを「ウィッテ体制」と呼ぶ。
ウィッテは蔵相就任後、早々にドイツとの通商関係の処理に取り組んだ。ドイツは、1891年のロシアの高関税政策に対して不満の意を表明しており、1893年、最恵国条款にもとづく協定関税を与えるのと引き替えにドイツにも最恵国待遇を与え、77品目について関税を大幅に引き下げよう求めた。ウィッテは、これに対し、譲歩しうることは少ないとして、ロシアに特恵関税を適用しないのであれば、1891年関税をさらに上回る高関税を適用するとの対抗措置を講じた。これは、独露双方で交互に関税を引き上げる貿易戦争に発展した。しかし、これによって両国とも打撃を受けたため、双方が歩み寄って妥協が成立し、1894年2月、独露通商条約が結ばれた。この条約は、ロシアがドイツに穀物を輸出し、ドイツがロシアに機械類器具を輸出するという安定的な経済関係の構築につながった。こうして、東方へ向けた巨大鉄道の建設については概ね、資金をフランスが、機械をドイツが担うという形で進行することとなった。
比較的停滞していた数年間ののち、ウィッテを中心に1893年に再開された鉄道建設が経済成長の牽引役となった。1895年から1899年の間に鉄道網は年平均3,000キロメートル以上、その後の5年間で年平均2,000キロメートルも敷設・延伸され、とりわけ、シベリア鉄道の建設は重要であった。1890年代の新線建設は国営鉄道12,800キロメートル、私営鉄道は9,600キロメートルにおよんだ。鉄道建設は、鉄鉱石や石炭、木材その他の資源ならびに重機械工業製品の生産を促進し、国民経済の各産業分野が発展した。ロシアの銑鉄生産量は1890年代の10年間に3倍となり、1900年にはフランスとオーストリア＝ハンガリーを抜いて世界第4位となった。なお、鋼完成品のうち鉄道のレールは90年代初頭の約60パーセントから1899年には約45パーセントへと低下し、鉄鋼業は鉄道需要からしだいに自立する傾向を示している。石炭産業も南部のドンバスを中心に急速に成長し、採掘量は90年代を通じて3倍に急増し、外国資本による新会社が次々につくられた。石油産業の成長はいっそう顕著で、バクー油田を中心に石油生産は世界の半分を占めるに至った。この時期のロシアの重工業製品生産は2.3倍増となって、工業成長率は当時世界最高水準の年8.1パーセントにおよんだ。ただし、国民一人あたりの生産量に計算しなおすと、銑鉄・石炭いずれも西欧諸国（英・米・白・独・仏）にはなお遠く及ばない水準にとどまっていた。とはいえ、この間の軽工業の進展も著しかったので、1887年に約131万人であったロシアの全産業労働者数は1897年には約210万人へと増加している。1900年まで、製造業の成長は、それ以前の5年間の成長の4倍に達し、それ以前の10年間では6倍もの成長速度を実現し、工業製品の対外貿易額はベルギーのそれにほぼ相当した 。
ウィッテは健全財政の確立に努め、信用制度の改善やヨーロッパの経済機構との連携を進め、各種増税の一方では近代化に資することのない国家歳出はすべて削減した。また、1897年に企業の労働時間を制限する法律を制定し、1898年には商業税と産業税の改革を行った。
一方、農業分野では改革が遅れたため、農民の全人口に占める農奴の割合は増加した。彼は「農業問題特別審議会」を設置し、自ら同審議会の責任者として土地改革案を作成した。農村共同体における集団責任の廃止と農民の帝国外部への再定住の促進にかかわる議論は3年におよび、これは、後にピョートル・ストルイピン時代の土地改革の基礎になったといわれている。ウイッテは、従来の農村共同体が伝統的な農民一揆の温床となっており、かつ近年過激さを増す一方であったことを憂慮して、こうした共同体を解体して一揆の連鎖を断ち、個人主義的な農業を打ち立てなければならないと考え、「土地割替」廃止の方針を立てたが、彼の改革はなお不徹底さをのこしていた。ウィッテはロシア経済の近代化を保持するため、農村産業の必要性にかかわる特別会議を招集し、主催した。この会議は、将来の改革のための推奨事項を提供し、それらの改革を正当化しうるデータをまとめるためのものであった。なお、1902年4月、ウィッテの支持者であるドミトリー・シピャーギン内務大臣が銃で暗殺されている。

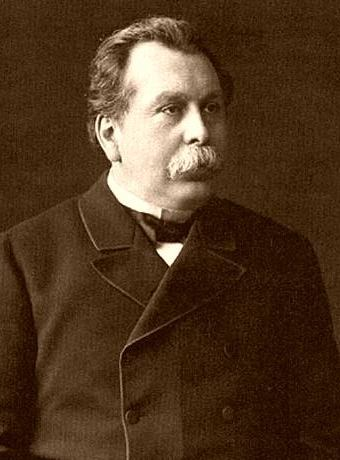
ウィッテの政敵であったヴャチェスラフ・プレーヴェ

ウィッテは、政治的には、外国からの投資をロシアに呼び込むために新しい状況に現実的に応じ、ある程度の専制権力の抑制をも視野に置いていた。基本的にウィッテは、自身が尊敬するコンスタンチン・ポベドノスツェフと同様、皇帝専制政治を志向していたが、保守主義者であると同時に現実的・科学的な合理主義者でもあった。
即位当初はニコライ2世もウィッテら諸大臣の助言と忠告にしたがっていたが、あくまで王権神授説を奉ずるニコライ自身やその側近とはしだいに齟齬をきたすようになった。そして、東アジア情勢が混迷をきわめ、諸大臣の意見が分かれるようになると、皇帝ニコライはウィッテの意見を採用せず、冒険主義的な意見を傾聴するようになっていった。
ウィッテは、ロシアの工業化は経済のみならず政治上の課題でもあるとみなしていた。工業化は第1に、社会改革遂行のための資産を蓄え、農業の発展も可能にし、第2に、貴族たちを政治の場から徐々に締め出して資本家や実業家に交替させていくことによって政治・経済の両面から近代化を進めることが可能になると期待された。ウィッテは、工業化と金融改革がその必要条件となり、後発資本制国家のロシアも「世界不易の法則」にしたがって英仏などのような資本主義へと移行していくべきであるという考え方に立っていた。それに対し、シピャーギンの後任内相であるヴャチェスラフ・プレーヴェは、みずから「ロシア原則の断固たる擁護者」として行動することを自認し、「ロシアにはロシア自体の個別の歴史とそれに由来する特別な体制がある」と主張して、「未熟な若者や学生、あるいは革命家たちの圧力による急激な改革は許されるべきではない」としてウィッテと鋭く対立した。そして、この対立は外交政策をめぐっても繰り返されたのであった。

#### 三国干渉と露清密約
ウィッテの極東政策における当初の目標は、日本および中国との貿易の平和的な拡大であり、日本との協力関係も数年の間はかなり良好なものであった。1894年、日本と清国のあいだで日清戦争が勃発したが、当時のロシアで日本の勝利を予想した者はほとんどいなかった。しかし、日本は戦闘において連戦連勝で、1895年の日清講和交渉の場でも日本側が遼東半島の割譲を要求し、4月17日に調印された下関条約でも日本への割譲が定められた。これは、ロシアにとって意外な展開であった。ここで、ロシアとしては清国の弱さに着目して、ロシアにとって不可欠な不凍港をまずは獲得するという道もありえたし、日本の強さに着目して日本の遼東半島獲得をまずは何とかして阻止するという選択もあった。換言すれば、近い将来における極東でのパートナーを日本とするか、中国とするかという選択の問題でもあった。ウィッテは1895年3月の特別会議で、従来の日本接近論を放棄し、ひとたび日本の遼東半島獲得を認めれば、ここが満洲やモンゴルへの日本の膨張の足がかりとなって、やがてロシアの極東支配を脅かす力になるであろうと唱えた。ここでもし日本の遼東半島放棄が実現されれば、その憂いはなくなるし、清国からも感謝されるであろう、とりわけ、露清国境近くを通る鉄道建設にとってはきわめて好都合であると主張した。新帝ニコライ2世は、どちらかといえば不凍港獲得を優先し、日本との友好関係を維持すべきとの見解に傾いていたが、ウィッテの意見を抑える力はまだなかった。

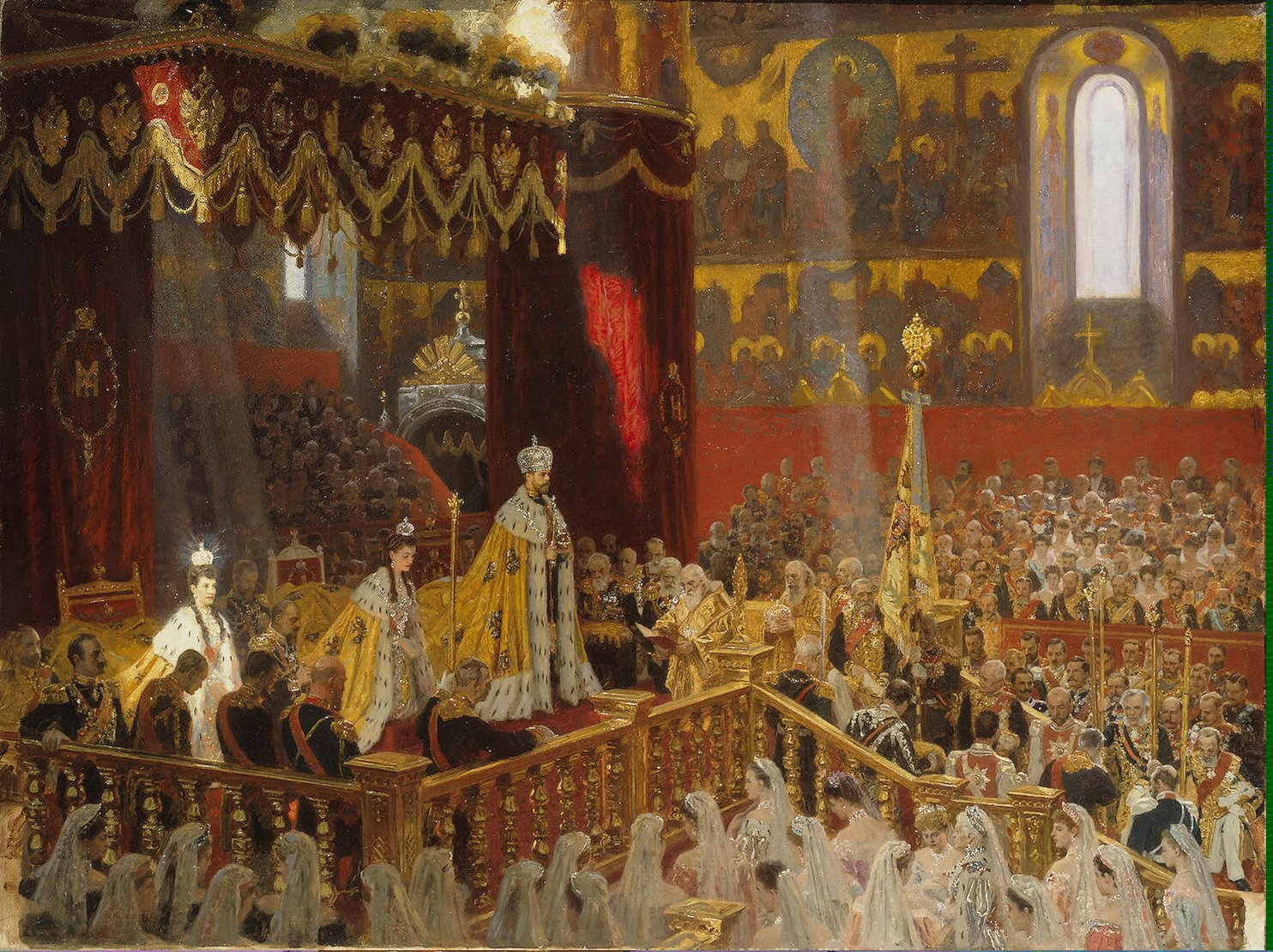
戴冠式でのニコライ2世とアレクサンドラ皇后、マリア皇太后（1896年）
----
1898年のラウリツ・トゥクセンによる作品

結局、ウィッテの意見が通り、外相アレクセイ・ロバノフ＝ロストフスキーがフランス・ドイツに呼びかけて三国干渉を主導した。これは、東アジアにおける提携先として日本ではなく清国を選んだことでもあるが、日本国民からは強い憤りを買った反面、清国からは感謝され、実際にその見返りがもたらされた。同年6月、ウィッテは清国領を横断してウラジオストクまで通じる鉄道の建設権を獲得しようともくろみ、清国が日本への賠償金支払いのための借款をパリの銀行から得るのに際し、ロシアが利子元本償却の保証を与える協定を結んだ。そして、1895年末にはそこから発展して資本金600万ルーブルの露清銀行を設立し、さらに翌1896年には、ニコライ2世の戴冠式のためにロシアを訪れた李鴻章との間に露清密約（李・ロバノフ密約）を結ばせ、清国に東清鉄道敷設権を認めさせることに成功した。このとき、李鴻章には莫大な賄賂が贈られたといわれている。東清鉄道は、満洲を横切ってウラジオストクに至る路線で、ヨーロッパ・ロシアと沿海州を結ぶ鉄道の距離が大幅に短縮されるだけでなく、アムール川沿いの工事が技術的に困難とされた当時にあっては、この利権の獲得は鉄道建設を大いに促進する意味合いを有していた。さらにこのとき、ウィッテは李鴻章を抱き込んで、日本を対象とする攻守同盟も結んだ。1896年末、露清銀行によって設立された東清鉄道会社には、鉄道沿線の土地の管理権と検察権が与えられた。ここで注意しておかなければならないのは、東清鉄道のゲージ幅がシベリア鉄道と同じ5フィートの広軌だったことで、これにより、シベリア鉄道を走ってきた列車は乗り換えや台車の交換をする必要もなく満洲を横断することが可能になったことである。
ウィッテはできるだけ軍事的手段を用いることなく、満洲に経済進出しようとする考えであったが、これは決して他国を刺激しないわけではなかった。ウィッテ自身は、これ以上の権益拡張を望んでいなかった。しかし、ウィッテにとって計算外だったのは、ロシア帝国が満洲においてさらに権益を拡大させたいという欲求を抑えきれなくなっていたことである。冬の4か月間、結氷してしまうウラジオストク港は、軍事関係者の間ではすこぶる評判が悪かった。満洲に入ったロシア勢力の視線が、次に不凍港である旅順へと向かうのは、ある意味、当然のことだったのである。
1897年、ドイツが清国に膠州湾の租借を要求すると新しく外務大臣となったミハイル・ニコラエヴィッチ・ムラヴィヨフはロシアの旅順占領を提案した。『ウィッテ伯回想記』によれば、ウィッテは10月の御前会議で以下のように主張したという。
ウィッテはこのように述べて、清国の現状維持を図り、露清の友好関係を維持することがロシアにとって最善だと説いた。同席した海軍提督も旅順口は海軍基地としては立地上の問題があることを指摘したが、皇帝はムラヴィヨフ外相の意見を採用し、結局、清国に対しては1898年に「旅順・大連租借に関する露清条約」を結ばせて、遼東半島を租借した。ムラヴィヨフは、ニコライ2世が東方進出に意欲的であるばかりでなく、皇帝が常に自信満々に振舞うウィッテに反感を感じていることを見てとり、旅順獲得を進言したといわれている。このときウィッテは皇帝に蔵相辞任を申し出たが、ニコライ2世はそれを認めなかった。
いずれにせよ、このことにより、日本国民の対露不信感がいっそう増大したのみならず、三国干渉以来築かれてきたロシアと清国の友好関係もまた急速に冷え込んだのであった。一方、英露両国は、北京と奉天をむすぶイギリス資本の京奉鉄道の借款問題をめぐって対立し、最終的には1899年4月にイギリスの長江流域、ロシアの長城以北での鉄道敷設権をそれぞれ原則的に認め合う英露鉄道協定（スコット・ムラヴィヨフ協定）を結んで妥協したが、ウィッテはこの協定にはあくまでも反対の姿勢を貫いた。

#### 万国平和会議

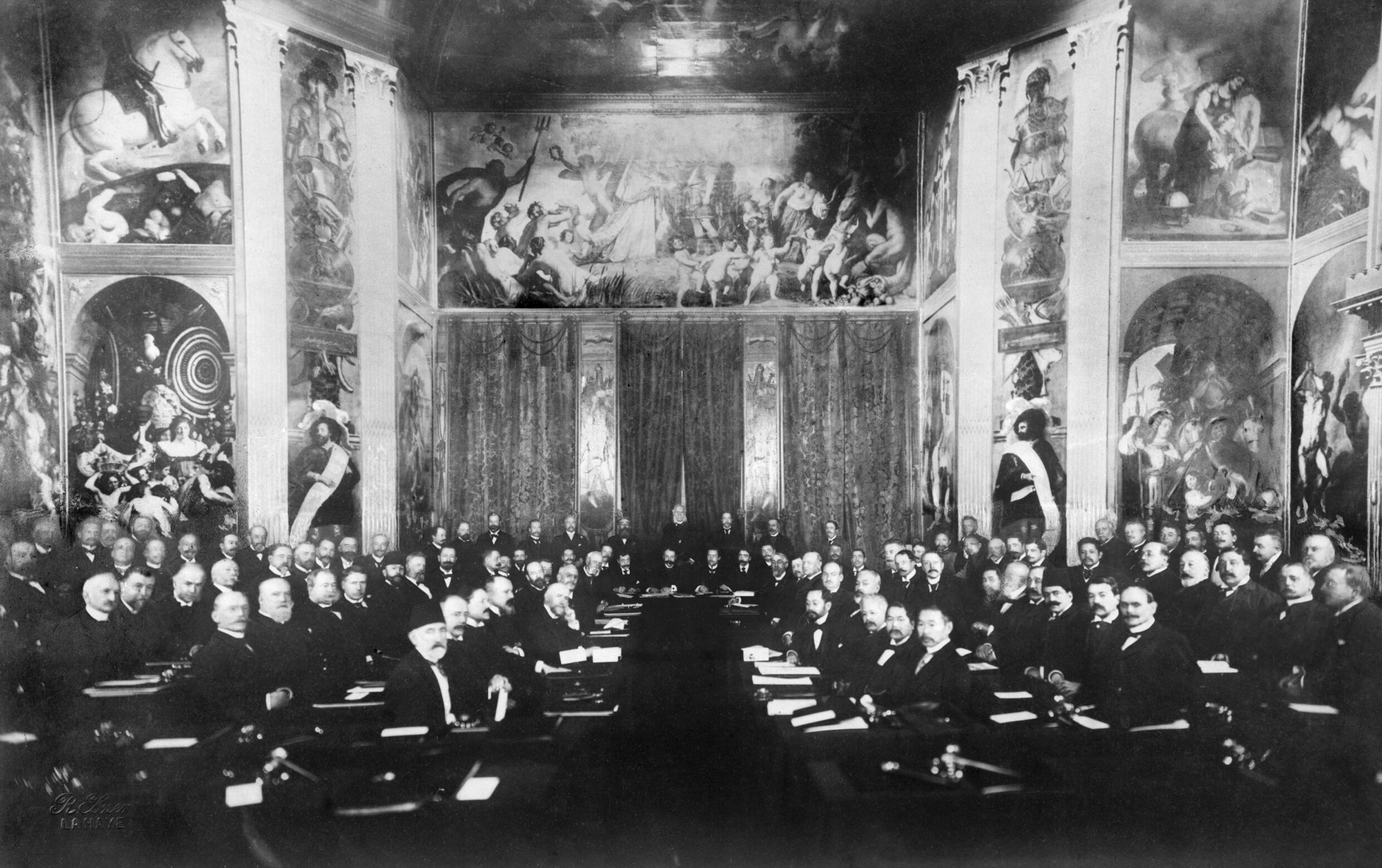
ハーグで開かれた第1回万国平和会議（1899年）

1899年、デン・ハーグで開かれた万国平和会議（第1回）は、戦時国際法における諸問題を取り扱い、戦争放棄を確定し、また、軍備制限や紛争の平和的解決を論議の対象としたことによって、戦争と平和の問題を人びとに考えさせる契機となった。この会議は、欧米の理想主義的な平和主義者を引きつけて、結果としては平和運動にひとつの方向性をあたえたともいわれている。この会議を主唱したのはニコライ2世であったが、実のところ、皇帝自身もミハイル・ムラヴィヨフ外相も決して平和主義者ではなく、理想主義とも無縁であった。また、平和のために国際会議を開くという発想も彼らのものではなく、実はウィッテの発想によるものであった。
ウィッテは、後発資本主義国として国家財政の厳しいロシア帝国がヨーロッパ正面ばかりではなく、極東での軍備競争にも打ち克っていかなければならない情勢にあって、一定期間どの国も軍備増強に走らないような仕組みを考え、さらに、これによりロシアは相手国の理想主義者や平和主義者を味方にすることができると考えたのであった。

#### 極東での紛争
『ウィッテ伯回想記』によれば、1900年、清国で義和団の乱（北清事変）が起こったとき、アレクセイ・クロパトキン陸軍大臣は、その知らせを聞くや膝をたたいて喜んだという。しかしウィッテはこれを憂慮し、ロシアが武力行使に及ばないよう皇帝に進言したものの、皇帝はまたもウィッテの意見を取り上げず、軍部の意見を採用した。帝政ロシアは結局、7月3日、黒竜江に臨むロシア領ブラゴヴェシチェンスクにおける軽微な発砲事件を口実に戦闘を開始した（露清戦争）。ロシア軍は、8月3日にハルビンを制圧したのを皮切りに10月2日には奉天を制圧し、ほぼ満洲全土を占領した。この間、ムラヴィヨフ外相が死去し、新任の外相にはウラジーミル・ラムスドルフが就任した。ウィッテは、ロシアにあっては、満洲をあからさまに領有することよりも、鉄道敷設によって経済的利益をあげようとする勢力を代表していた。彼は、現地でつづく露清間の交渉に割り込んでロシア部隊を鉄道警備の目的で残留させるという条件をつけるのに成功した。
日本国内では、今後ロシアに対してどのような行動をとったらよいか、真剣な討論が交わされ、維新世代の伊藤博文や井上馨が日露協商論に立っていたのに対し、第二世代の桂太郎や小村寿太郎らは日英同盟論に立っていた。日英提携が模索されるなか、伊藤は1901年9月、日露提携の可能性をさぐってサンクトペテルブルクへ向かった。伊藤は、満韓交換交渉を眼目として対露交渉をつづけたが、ウィッテ以外のロシア側首脳はみな強気な姿勢を保ったため難航した。伊藤の意見に、ロシアで最も好意的な反応を示したのはウィッテであった。ウィッテはこのとき、次のように述べて伊藤の提案を受け容れるよう説いていた。
ウィッテは、ロシア海軍を最初からあまり当てにしておらず、仮に日本に韓国を譲ったとしても、ロシアが鉄道を通じて満洲での地歩を固めさえすれば、将来的にロシアに不利になることはないと考えていたのである。しかし、ウィッテの意見はロシア上層部には受け容れられず、彼の和解提案が見送られたのと入れ違いに日英同盟交渉は急速に実現に向かっていった。
1902年1月、日本とイギリスはロシアへの対抗手段として日英同盟を結んだ。その報せを聞いたウラジーミル・ラムスドルフ外相は少なからず動揺をみせたといわれる。日英同盟に対するロシアの最初の反応は、同年3月のフランスとの共同声明であった。それは、日英同盟条約に含まれる、極東における現状維持と清韓両国の独立の保持に、ロシアもフランスも賛成の意を表明するというものだった。ロシアとしては、日英同盟の締結を契機として極東に露仏同盟に敵対的な国際的枠組みが生まれることを強く警戒したのである。ロシアは一方で清国との交渉を進め、同年4月に満洲還付条約を結んで3段階に分けてロシア軍を満洲から撤兵させることを約束した。しかし、第2次撤兵以降の約束は果たされず、そのため日本やイギリスとの関係はきわめて悪化した。ウィッテ自身は、清国におけるロシアの利権獲得は鉄道利権に限るべきとする見解をつねづね表明し、それ以上の領土・権益を求めることには反対してきたが、満洲撤退条約の規定そのものが満洲政策の挫折と受け止められていた。そして、ウィッテこそロシア極東政策の推進者であるという認識がロシア国内では抜きがたく定まっていたため、彼の国内での地位もまた大いに揺らいだのである。
陸軍大臣のクロパトキンはもともと、ロシアの勢力圏が保障されるまではロシア軍の満洲駐留を継続すべきであるという意見であり、その点ではウィッテやラムスドルフ外相とは対立していた。強硬派による満洲撤兵反対論はきわめて強固であり、ウィッテもラムスドルフも結局、北満洲の占領継続はやむをえないという見解に落ち着くほかなかった。
一方、ウィッテ、ラムスドルフ、クロパトキンの3大臣は日本を刺激しなければ戦争は回避できるという考えでは一致していた。このときウィッテが最優先と考えたのは、門戸開放を唱えてロシアの満洲占有を厳しく批判するアメリカが日英同盟の陣営に加わらないことであった。なお、ウィッテは、1902年夏、サンクトペテルブルクを訪問した元老の松方正義と会談しており、日露関係改善について協議している。クロパトキンも日本軍との対決は極力避けるべきという考えに立つようになり、1903年の訪日時には桂太郎首相らと会談した。

#### 蔵相解任
ウィッテはロシア国内に飢饉が広がっていることもあって日本との戦争には強く反対した。クロパトキンもまた、他のロシアの武官たちが日本の軍事力を過小評価するなか、1903年には従来の認識を改め、日本軍は強力であり、攻撃に踏み切る可能性もあると考えるようになっており、南満洲地域の放棄さえ主張するようになっていた。しかし、ウィッテの政敵であったヴャチェスラフ・プレーヴェ内相や強硬派のアレクサンドル・ベゾブラーゾフ元近衛士官らはむしろ日本との戦争を望んだ。日本との戦争を避けるために慎重な極東政策を支持していたウィッテやラムスドルフらの発言権は弱まり、極東における軍備増強を唱えるベゾブラーゾフを中心とする「ベゾブラーゾフの徒党」が皇帝ニコライ2世の信任を得て勢力を拡大させた。ベゾブラーゾフは極東ロシアの軍備増強を強く主張したが、クロパトキンはこれには反対の立場をとった。プレーヴェはこのときベゾブラーゾフに接近したが、それはウィッテ追い落としのためには彼が必要だったからといわれている。
内政面では、ウィッテは農村の経済問題をめぐってプレーヴェ内相との深刻な対立関係にあった。『ウィッテ伯回想記』によれば、彼はゼムストヴォ（地方自治体）代表の報告を内務省批判へ向けようとした。土地制度改革にかかわる政治的対立の中で、プレーヴェは彼の見解を「ユダヤ・フリーメーソンの一部による陰謀」だとして非難した。ヴァシーリー・グルコによれば、ウィッテは優柔不断な皇帝を未だ支配していたのであり、ウィッテの反対者たちは今こそ彼を取り除く好機であると見定めたのであった。ベゾブラーゾフもまた、ウィッテの運営する鉄道のサービスのひどさをこきおろしたり、かれがユダヤに近いこと、出世するのはユダヤ人とポーランド人ばかりだということ、彼の闇取引による蓄財、また、最初の妻への仕打ちなど、さまざまな誹謗中傷を展開した。

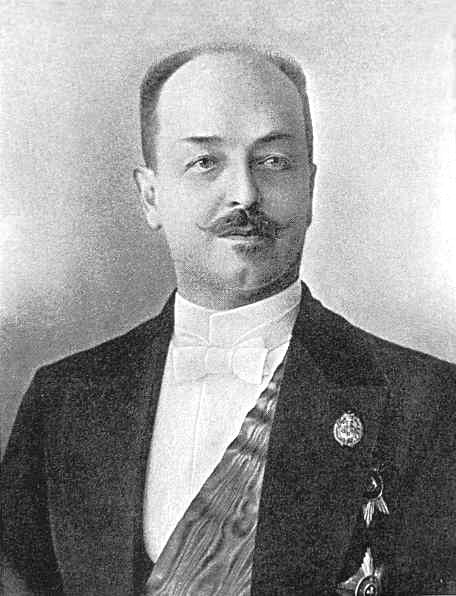
盟友ウラジーミル・ラムスドルフ

1903年8月、皇帝ニコライ2世の専断により、ウィッテ蔵相・ラムスドルフ外相およびクロパトキン陸相のあずかり知らぬところで旅順に極東総督府が設置され、ベゾブラーゾフ一派のエヴゲーニイ・アレクセーエフ関東州駐留軍司令官が極東総督に任じられ、同月16日、ウィッテは蔵相を解任された。ニコライ2世は、日本との妥協を拒否する新方針を携え、こもっていた修道院から姿を現し、「これより余が統治する」との言葉を日記に残した。ベゾブラーゾフが朝鮮半島で通商面で攻勢をかけようとしていることを皇帝は称えた。
ウィッテには大臣委員会議長への転出が命じられ、1905年10月までその職にあった。一見昇進のようにもみえるこの人事はしかし、内閣制度が確立していない当時のロシアにあっては権限の少ない閑職への左遷であり、ウィッテの政治的失脚にほかならなかった。ウィッテの蔵相解任が政敵の圧力下で行われたことであることは確かなことであるが、しかし、歴史家のニコラス・ヴァレンタイン・リアサノフスキーとロバート.K.マッシーは、ロシアの対韓国政策についてウィッテが反対したことが失脚につながったとみている。
ウィッテの失脚は、伊藤博文や松方正義といった日本国内の対露協調派に大きな衝撃をあたえた。伊藤や松方はウィッテを日本の立場を理解する人物とみなしており、彼らもウィッテとならば朝鮮・満洲をめぐる日露間の利害対立も平和的に調整可能と考えていた。その彼の突然の失脚は、日本政府内の対露強硬派を勢いづかせる結果となる一方、以後のロシアの極東進出が軍事力に依拠したものとなるであろうことを示していた。
ニコライ2世自身は日本との戦争を必ずしも望んでいるわけではなかったが、その無定見さによりロシアの極東政策は混乱の度を深めた。1903年10月8日は、本来は満洲還付条約で規定された第3次撤兵の期限であったが、ロシアはそれを無視して奉天城を占領している。駐日ロシア公使ロマン・ローゼンと外務大臣小村寿太郎との交渉も不調に終わり、日本では1904年1月16日の御前会議で開戦方針が決定された。ロシア側は、2月8日の御前会議で、ラムスドルフ外相が戦争を避けるためにあらゆる措置を講ずるべきであると説いたのに対し、アレクセイ・アレクサンドロヴィチ大公とクロパトキン陸相は「満洲への戦争拡大を避けるために漢城より北方への日本軍の上陸を認めてはならない」と主張した。このなかで、アレクセイ大公は日本海軍の出動はないだろうと考えていたのに対し、クロパトキンは日本陸軍が朝鮮半島に上陸するのに先立って海軍が出動し、極東のロシア艦隊を攻撃するであろうとの予想を立てた。日本軍が仁川と旅順口外でロシア太平洋艦隊に先制攻撃を開始したのは、まさにロシアで御前会議が開かれていた2月8日当日のことであった。

### 日露戦争と講和条約

#### 戦争と革命

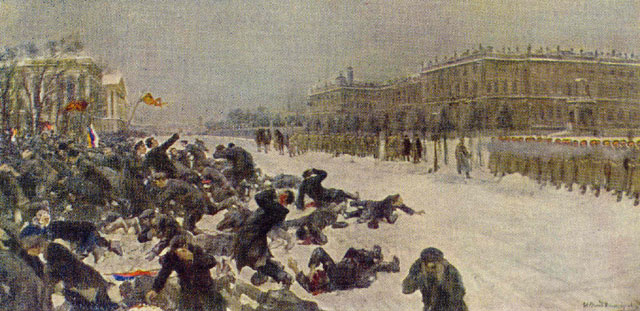
「血の日曜日事件」（1905年）
----
イワン・ウラジミーロフの作品

日露戦争は、ロシア国内にあってはきわめて不人気な戦争であった。1904年7月28日、保守派のプレーヴェ内相はサンクトペテルブルクで馬車もろともに爆殺された。こうしたなかウィッテは、増大する市民の不安に対処するため、政府の意思決定のプロセスに参加することを再び許された。激化する対立に直面した新しい内相ピョートル・スヴャトポルク＝ミルスキー公爵はウィッテと協議し、皇帝ニコライはこれを受けて同年12月25日、きわめて漠然とした約束ではあったが改革の「ウカース（ロシア帝国勅令）」を発した。
ところが、1905年1月22日（ユリウス暦1月9日）、サンクトペテルブルクで起こった血の日曜日事件によってロシア社会は大きな衝撃を受け、これにより大混乱がもたらされた。特に、それまで皇帝専制主義を支えてきたロシア民衆のなかのツァーリ信仰は大きなダメージを受けた。ウィッテは請願デモの指導者であったゲオルギー・ガポン神父に500ルーブル（250ドルに相当）の金銭を与えてロシアから出国させた。しかし、この事件に対する抗議のストライキはロシアの主要都市において波状的に繰り返され、そのなかでは専制打倒の政治要求も掲げられたのである。
ウィッテは、人びとの要求に応えたマニフェスト（詔書）を政府が発するよう説いている。その改革のねらいは、ウィッテの指導力の下でゼムストヴォ（地方自治体）や地方議会の代表から選任された委員会によって、また、保守派であるはずのイワン・ゴレムイキンによっても、より詳細に語られた。3月3日、皇帝は革命家たちを非難する声明を発した。ロシア政府は、法令の遵守を訴え、これ以上の扇動を固く禁止することを表明する文書を発行した。この年の春までに、新しい政治システムがロシアで形成され始めていた。一方、日本との戦争を終結させる請願運動が2月から7月まで相次いでいる。しかしながら、反政府運動の急進化・過激化も一方では進行しており、5月には最初のソヴィエト（労農評議会）が成立し、6月には戦艦ポチョムキンの反乱が起こった。6月以降はまた、農民騒擾やストライキが頻発した。

#### ポーツマス条約の全権に
1905年5月の日本海海戦により日露戦争での日本の優位が決定的になると、ウィッテは1905年7月、講和のためアメリカのポーツマスにロシア側の首席全権としておもむき、交渉に当たることとなった。
候補としては駐仏大使のアレクサンドル・ネリードフを首席全権とする案が有力だったが、本人から「一身上の都合」により断られた。その後、駐日公使の経験をもつデンマーク駐在大使のアレクサンドル・イズヴォリスキー（のち外相）らの名も挙がったが、結局ウィッテが首席全権に選ばれた。イズヴォリスキーは、ウィッテの名を挙げてラムスドルフ外相に献策したといわれる。失脚していたウィッテが首席全権に選ばれたのは、日本が伊藤博文を全権として任命することをロシア側が期待したためでもあった。講和会議の次席全権を務めた駐米大使（日露開戦時の駐日公使）のロマン・ローゼンは、ニコライ2世から疎まれていたウィッテが首席全権と決まったとき、これを歓迎し、
と述べたといわれている。

ポーツマスでの講和交渉に臨む日露代表団（1905年）
----
テーブル向こう側左からコロストウェツ、ナボコフ、セルゲイ・ウィッテ、ローゼン、ブランソン、手前左から安達峰一郎、落合謙太郎、小村寿太郎、高平小五郎、佐藤愛麿。

ウィッテは皇帝より、寸分の領土の割譲も一銭の賠償金の支払いも認めてはならないという訓令を受けており、また、何が何でも講和をめざすべきではないとも指示されていた。そのためウィッテは、ポーツマス到着以来まるで戦勝国の代表のように振る舞い、ロシアは必ずしも講和を欲しておらず、いつでも戦争をつづける準備があるという姿勢をくずさなかった。ウィッテは「大阪毎日新聞」特派員に対し、「露国はなお依然強盛たるを失わず、しかして日本は従来信ぜられたるほどに優勢というべからず、平和談判について露国は現時においては未だ屈辱的条件を承認するあたわず」と述べた。交渉では、ウィッテはタフ・ネゴシエーターとして見事な外交手腕を発揮し、勝者のはずの日本が実は既に戦争の継続が不可能なほど疲弊していることを見抜いて日本側を翻弄し、損失を最小限に留めることに成功している。ウィッテは、領土や賠償金は完敗した国が支払うべきものであり、ロシアは余力があるのだから支払う必要はないと小村ら日本側の要求を突っぱねたのである。
ロシアの財政事情を知悉していたウィッテは、財政立て直しのことを考えると、これ以上戦争を継続することは軍事的には可能であっても、財政上も国内情勢の上でも継戦は困難であり、避けるべきとの考えに立っていた。したがって、可能な限り有利な条件での合意を目指したが、一方でロシア国内では主戦論が再び持ち上がっていることに対しても留意しなければならなかった。ウィッテは開戦に至る過程でも、皇帝周辺の冒険主義的な外交政策に批判的だったので、日本との講和交渉をまとめることについては心理的抵抗感がなかったとみられる。ある意味では、ウィッテを全権に選んだ時点で、ロシアは暗黙のうちに一定の妥協をおこなうことは織り込み済みだったのである。ウィッテは欧米金融資本の期待感とアメリカ合衆国の世論をうまく味方につけ、自国に有利な講和条件を獲得した。彼の回想録には、以下のような記載がある。
日露両国は結局、1905年8月、ロシアが樺太（サハリン島）南部を日本に割譲することで合意した（ポーツマス条約）。
ウィッテはまた、東清鉄道南満洲支線（のちの南満洲鉄道）を譲渡する意向を示したが、譲渡範囲はあくまでも日本の野戦鉄道提理部がゲージの縮小を完了した区間のみとし、遼東半島からハルビンまでの譲渡を求める日本側と対立した。結局、これもウィッテの言い分が通って、日本軍が実効支配する長春・旅順間が日本に引き渡された。ウィッテ本人はまた、樺太全島を日本に譲渡するかわりに、償金を支払わないかたちで講和を結ぶことを望んでいた。そして、日露戦争でロシア財政が破綻しつつあり、ロマノフ朝が革命の波を乗り越えていくためにこそ、新たに外債を得る必要があると考え、そのためには賠償なしの講和をどうしても実現させなければならないと考えていた。彼は本国政府に、樺太も賠償金も両方とも拒否して戦争を継続するというのでは、欧米の世論はロシアに不利になってしまうと説得しているが、それが無賠償講和のためならば樺太を日本に割譲してもよく、欧米金融資本の関心の薄い樺太に固執すべきではないという考えからだった。合意成立後、会見に現れたウィッテは「勝った」と叫んだが、合意内容をウィッテから聞いたニコライ2世は、その日の日記に「終日頭がくらくらした」と書き記している。しかし、皇帝もまた数日して周囲の反応をうかがい、合意内容を了承したという。
この外交的成功ののち、ウィッテは皇帝に手紙を書き、そのなかでロシアの政治改革の必要性が緊急なものであることを強調した。彼はスヴャトポルク＝ミルスキーの後任内相であるアレクサンドル・ブルイギンの提案には不満を持っていた。露暦8月6日の詔書では下院は諮問機関としての役割しか持たなかった。そして、議員は直接選挙ではなく4段階で行われ、選挙権に階級・財産による制限を設けていたため、知識人や労働者階級の多くが排除されていた。
ウィッテはまた、渡米に先立ってフランスやアメリカの金融資本家の意向をただしており、同盟国フランスからは、講和後の外債なら応じてもよいとの返答を得ていた。ウィッテはポーツマスからの帰路、フランスに立ち寄って借款を取り決めるという離れ業を行ってみせた。そのため彼は、ロシア第一革命と対日敗戦の苦境を「金貨で救った」と評される。こうして、100万を超すといわれたロシアの軍隊は極東の地からヨーロッパへと移された。
9月末、ウィッテはサンクトペテルブルクに帰還し、その翌日にフィンランド湾に面した保養地で休養中だった皇帝一家のもとに出向いてニコライ2世と会見した。皇帝は、ウィッテのポーツマスでの交渉を称えて伯爵の称号を授けた。しかし、人びとはウィッテに対し「半サハリン伯爵」という皮肉なあだ名をつけたという。平和の到来は、ロシアの民衆にとっては喜ばしいことのはずであったが、講和条約成立に反対した右派のなかには日本への南サハリン割譲はウィッテの失策にほかならないとして彼を責める者もあった。『スロヴォ』紙は、「ロシアをこれほど貶めた体制に対する不滅の憤り」を誓う記事を掲げ、宮廷人のなかにはウィッテは和平に失敗したと断じ、彼にはユダヤ人の血が流れているとほのめかす者があることを報じた。
なお、ロシア帰還後、ニコライ2世がウィッテらには内緒で7月にドイツ皇帝ヴィルヘルム2世とのあいだでビョルケ密約を結んでいたことを知った彼は、ラムスドルフ外相と協力してドイツとの同盟が発効しないよう図った。この密約は、ヨーロッパの1国からドイツ、ロシアのいずれかが攻撃を受けた場合、他の1国は陸海軍の全力をあげてヨーロッパで援助をおこない、講和も共同でおこなうというものであり、ウィッテとラムスドルフは、この密約が露仏同盟の条項に違背していることを指摘したのである。この件については、もし皇帝がウィッテとラムスドルフの議論を聞き入れなかったら、「ヨーロッパ史全体そして世界史全体が異なったものになったかもしれない」という議論がある。

### 初代首相に

#### 十月詔書
ポーツマスより帰ったウィッテは、6月以降各地で起こった農民騒擾やストライキ、ことにモスクワに始まったストライキは10月にはゼネストに発展するなど不穏な情勢にあるなか、革命に揺れるロシア国内を収拾すべく行動した。労働者のストライキについては、ブルジョアジーや知識人もこれを支持しており、彼らに共通した政治的要求は憲法制定会議の召集、さらには国会（立法議会）の開設というものであった。この間、暴動を鎮圧するために帝国軍が出動したのは、およそ2,000件におよんだ。しかし、皇帝はこの件については無反応・無感覚で、愛息アレクセイをはじめ、家庭のことにかまけており、この年の秋、ほぼ毎日狩りをして過ごした。ウィッテは、ロシア国家が革命による大変動の瀬戸際にあることを皇帝に諭した。10月ゼネストでは「ツァーリは退け」のスローガンが各地で叫ばれたが、これは、皇帝の退陣と専制君主制の打倒とがロシアで公然と唱えられた最初の事例である。

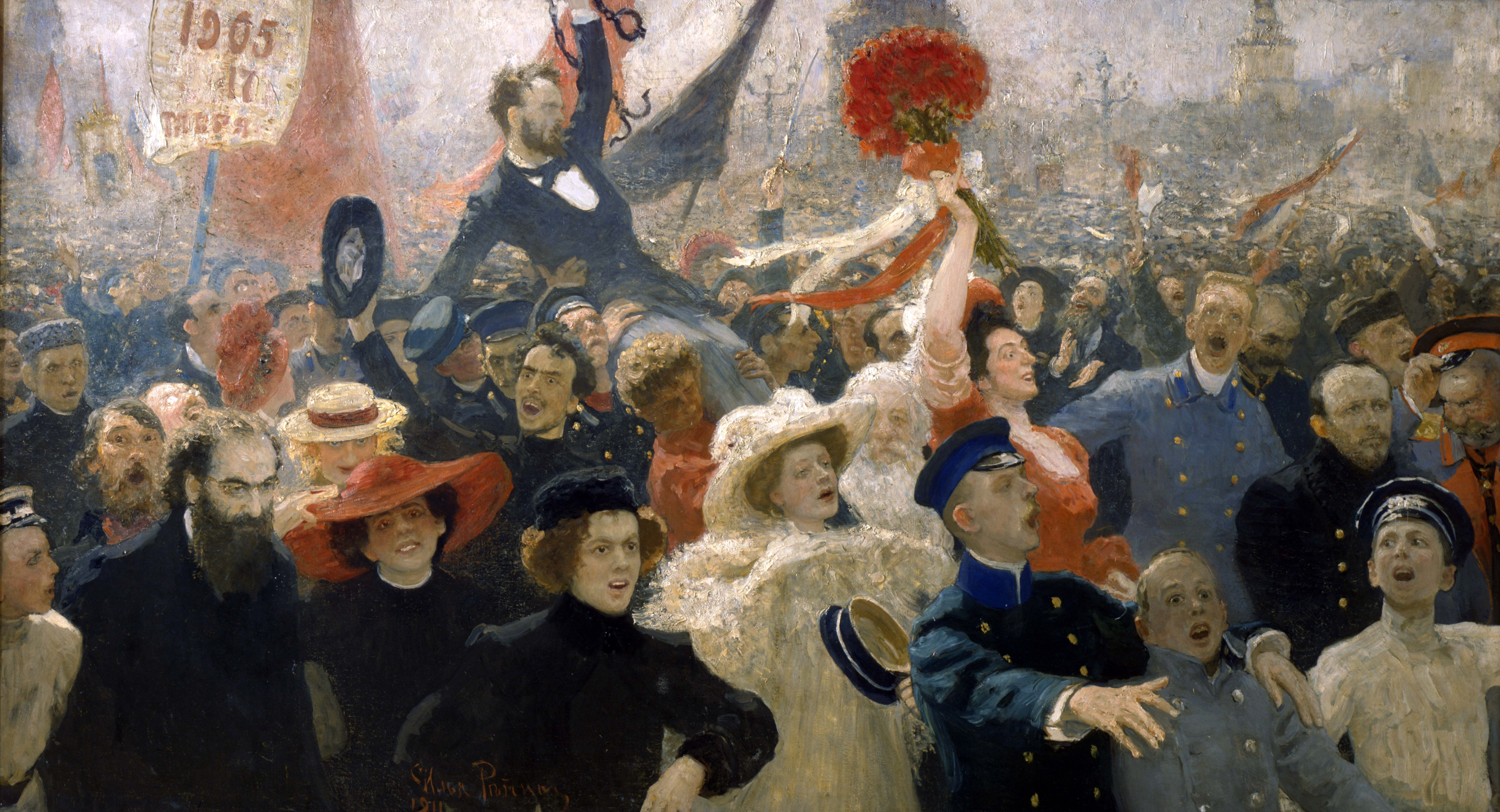
「1905年10月17日」（「十月詔書」の出された日）
----
イリヤ・レーピンの作品

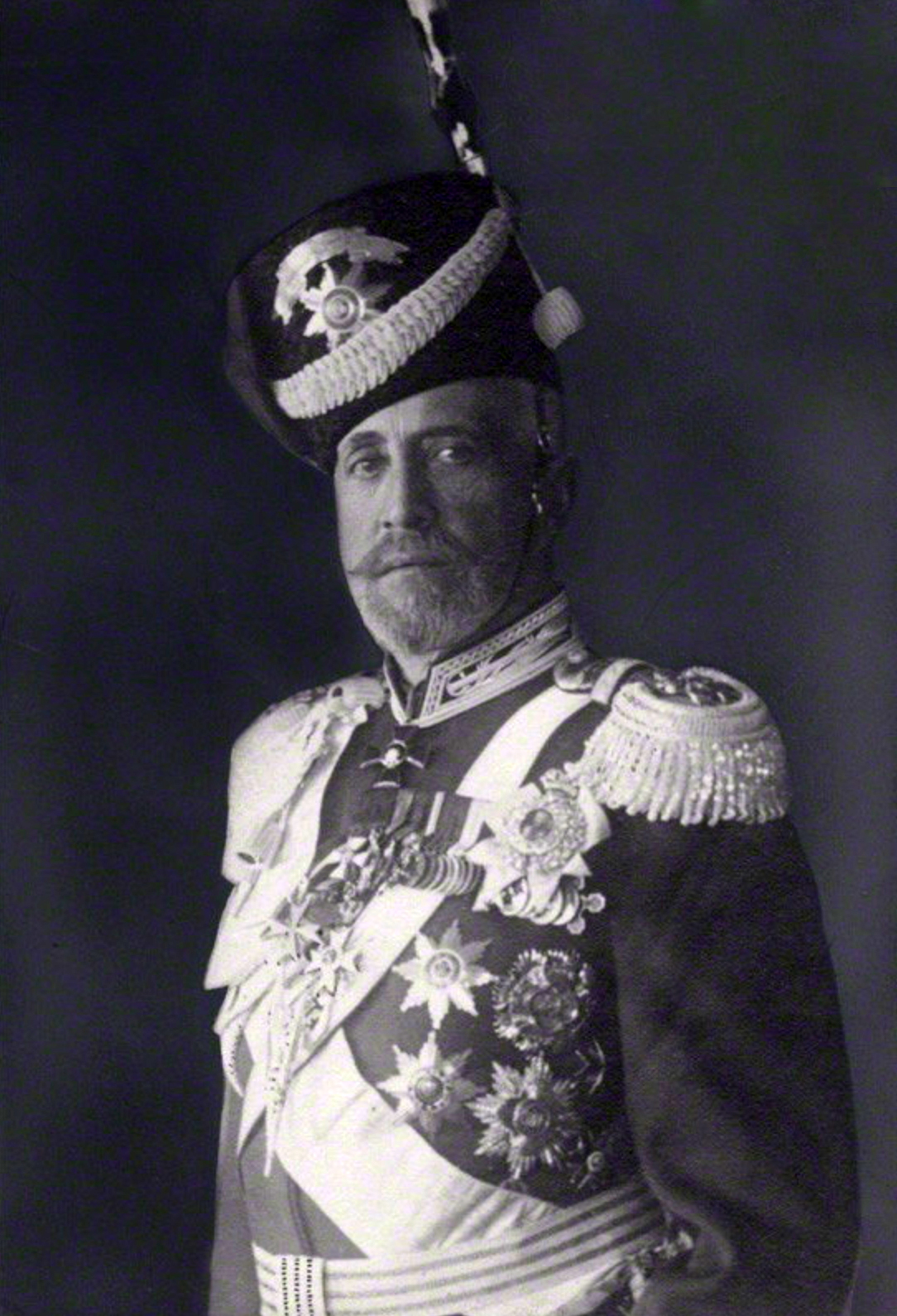
皇帝ニコライと区別して「背の高いニコライ」と呼ばれたニコライ・ニコラエヴィチ

10月、時局打開の対応を上奏する機会を得たウィッテは、ゼネストなど現下の大混乱のもとでは、ひとつには改革を断行すること、さもなくば、軍人に独裁権をあたえて革命に徹底的な弾圧を加えること、そのいずれしかないとニコライ2世に二者択一を迫った。後者は実際にロシア国内の極右勢力が主張していた見解そのものであったが、ウィッテ自身は、個人的には前者を好しと判断していた。ウィッテがこうした思い切った行動に出たのは、複数の政府高官に同調者がいたためであり、なかにはウィッテ自身に改革のための出馬を要請した人物もあった。皇帝は、ウィッテの進言に対しては必ずしも態度を明らかにせず、ウィッテ本人を大臣会議議長（首相）に任命したい希望を述べ、事態の収拾を図ろうとした。軍事独裁に関しては、皇帝の従叔父にあたるニコライ・ニコラエヴィチ大公が唯一と言ってよい独裁者候補であったが、ニコライ・ニコラエヴィチ大公は革命の動乱を軍事的に鎮圧するには現状では兵力不足であると明言し、候補から降りた。
ウィッテは、自身の政治方針が認められるのであれば首相に就任することもやぶさかではないとして、事前にウィッテ案を審議するための御前会議を開いてほしいと要請した。その結果、御前会議ではウィッテの改革案が採択された。しかし、ニコライ2世はこれを裁可せず、当日の夜になって保守政治家のイワン・ゴレムイキンとアレクサンドル・ブドベルクに相談し、両名は若干の修正を加えるよう進言した。それを聞いたウィッテは、無修正での承認でなければ首相就任を引き受けないと言明した。帝室にあって独裁者候補と一時は目されたニコライ・ニコラエヴィチ大公もまたウィッテ案に賛成し、これに署名しなければ自ら死を選ぶとまで述べて、ニコライ2世に署名を促した。母のマリア皇太后もまた、皇帝に譲歩を促した。結局、ニコライ2世はウィッテの提唱する改革路線に従うほかなかった。
ウィッテの改革案は、民主的な選挙権の行使を通じて選ばれた立法議会（帝国ドゥーマ）の創設、市民的自由の付与、 内閣政府の創設と「憲法秩序」の形成という内容であった。自由主義改革の政治プログラムを基本に含むこれらの要求は、一面では、自由主義者を宥めることによって政治的左翼を孤立させようとする試みでもあった。ウィッテは弾圧は一時的な解決方法にすぎず、危険なものであることを強調した。というのも、彼は軍隊の忠誠心そのものが今まさに問われているのであり、その軍隊が大衆に向けて使用されたとき、すべてが崩壊する事態さえありうると確信していたからであった。皇帝の軍事顧問もほとんどはウィッテに同意し、サンクトペテルブルク総督のアレクサンドル・トレポフも宮廷においてかなりの影響力を行使した。
ところがプライドの高い皇帝は、元「鉄道書記官」で「実業家」出身の官僚によって専制的な統治を放棄するよう強いられたことを恥辱に感じていた。ウィッテ自身が後に語っているところによると、こうした皇帝周辺の動向は、ニコライ2世の宮廷が一時的な譲歩として改革案を受け入れたにすぎず、革命騒ぎが収まれば再び「独裁に戻る」兆しだとみていた。

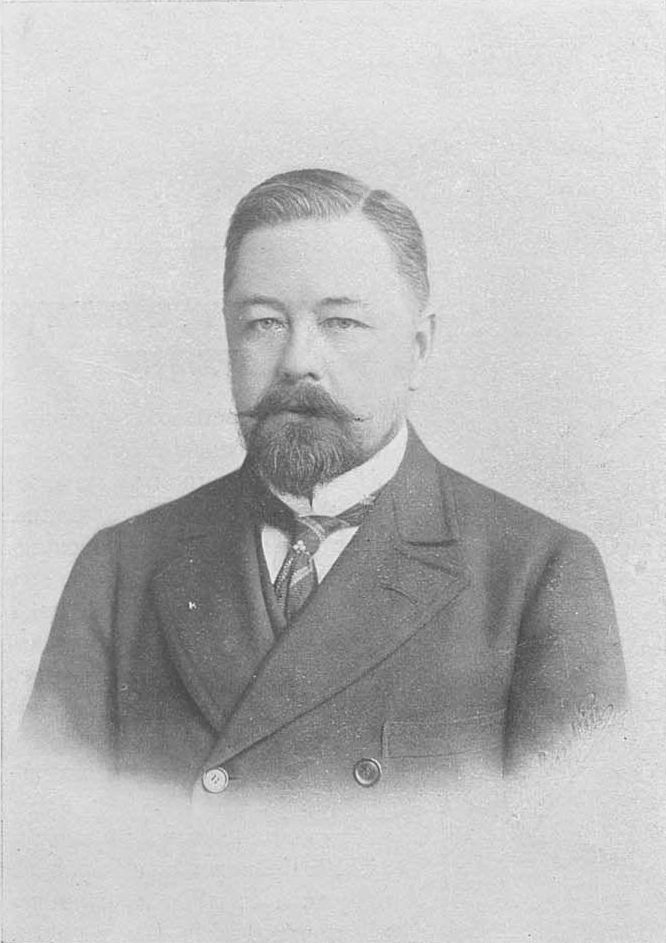
アレクセイ.D.オボレンスキー公

同月、ウィッテとアレクセイ・ドミトリエヴィチ・オボレンスキーは「十月詔書」（十月宣言）を起草し、そのなかで国会の開設、立憲君主制の導入、市民的自由などが宣言された。10月30日（露暦10月17日）、詔書は皇帝の名で発せられ、人身の不可侵、また、ロシア史上初めて良心・言論・集会・結社の自由が宣言された。予定されていたドゥーマ（議会）の選挙については、多くの国民が参加できるようこれを改め、その性格もアレクサンドル・ブルイギン内相の案のような諮問機関ではなく立法機関（国会）とするなどの内容であった。
その結果、ロシアにはヨーロッパの内閣にあたる統合合議制政府（閣僚会議）が創設され、最初の議長にはウィッテ本人が任命された。これは、事実上の帝政ロシア初代首相であり、彼はその立場で自由主義的諸改革を推し進めたのである。ウィッテはこうして、第一次ロシア革命をひとまず収拾させたかにみえた。

#### ウィッテ内閣
1905年10月、ウィッテは最初の内閣政府をまとめる任務を課され、彼は自由主義者たちにいくつかの腹案を提示した。農業大臣にイワン・シポフ、通商産業大臣にアレクサンドル・グチコフ、司法大臣にアナトリー・コニ、教育大臣にエフゲニー・ニコラエヴィチ・トルベツコイという組閣案であり、パーヴェル・ミリュコーフや公爵ゲオルギー・ルヴォフにも大臣職を用意した。 しかし、彼ら自由主義者はほとんどウィッテの政府に加わろうとしなかった。彼は「公衆の信頼を失ったツァーリ公認の官僚」によって構成される内閣を組織しなければならなかった。カデット（立憲民主党）は、皇帝が改革に強固に反対している事実を知り、十月詔書に示された約束を果たすことができるかどうかについて疑念をいだいた。
ウィッテは、ツァーリの政権はロシアを、市民的自由が保障された法治国家によって基礎づけられた、「個人的で公共的なイニシアティブ」が機能する「近代的産業社会」へと変革することによってのみ革命の脅威から救うことができると主張した。しかし、十月詔書公布後も反体制派はツァーリ政府に対し、いっそう多くの譲歩を求め、各地の少数民族は自治を、人口の過半を占める農民は土地を要求し、また、ロシアのほとんどの大都市では極右勢力によってユダヤ人などを標的とした集団的な迫害行為（ポグロム）が起こった。こういう状況のなかでウィッテは労働運動や農民運動、民族運動の鎮圧に強制力を用いたため、今度は改革勢力の側からも失望の声が上がったのであった。
1905年12月20日（露暦12月7日）から1906年1月1日（露暦1905年12月19日）まで続いたモスクワ十二月蜂起は、1905年革命の最後に位置する本格的な人民運動であった。蜂起側はモスクワ市街にバリケードを築いてパルチザン戦術を採用し、軍隊側と衝突を重ねた。しかし、市の中心部を軍に押さえられると労働者たちの多くは出身地の農村に帰り、他地区からの支援が途絶えて疲労と孤立のなか、蜂起側は敗北した。露暦12月16日、レオン・トロツキーと残りのサンクトペテルブルク・ソビエトの幹部委員が逮捕された。1906年1月には大規模な懲罰隊が派遣された。1906年2月、農業大臣ニコライ・クトラーが辞任したが、ウィッテはアレクサンドル・クリヴォシェインの任命を拒否した。
次の数週間、憲法草案に変更と追加が行われ、ツァーリが外交政策の独裁権をもち、陸海軍の最高司令官であることが確認された。ウィッテにとって、これは政治的敗北であった。大臣は、下院（ドゥーマ）ではなくニコライ2世に対してのみ責任を負うこととなった。「農民の問題」すなわち土地改革問題は大きな問題であったが、イワン・ゴレムイキンやドミトリー・トレポフの立場からは「怒れる公衆の集うドゥーマ」の権限は制限されなければならなかった。ボルシェヴィキもメンシェヴィキも来たる選挙をボイコットした。ウィッテは、ニコライ2世は自ら示した譲歩を尊重するつもりがないと見極めた。
危機を脱した専制政府では、内務省のピョートル・ドゥルノヴォやドミトリー・トレポフら秘密警察を握る反動路線が勢力を盛り返し、あくまで専制政治の維持を目論むニコライ2世もウィッテを忌み嫌った。ウィッテは政府部内の右派からは左寄りとみられ、新設されたドゥーマ（下院）でも信任が得られなかった。1906年5月5日（露暦4月22日）、トレボフ派の圧力の下、ウィッテはドゥルノヴォとは意見があわず、これでは国会を乗り切ることはできないとして、第一国会召集の前に辞職した。翌日、憲法（ロシア帝国国家基本法）が批准されたが、これは皇帝が専制君主であることを示した欽定憲法で、十月詔書に示された諸方針はほとんど無力化された。
選挙では、パーヴェル・ミリュコーフ率いるカデット（立憲民主党）が大勝し、さらに、カデットを離れたものやナロードニキ主義的な勤労知識人たちが中心となったトルドヴィキが票を伸ばした。彼らは身分的には農民であり、ツァーリ政府にとっては与党のきわめてとぼしい国会となった。皇帝ニコライ2世は、ウィッテの後継首相に保守派のイワン・ゴレムイキンを指名し、内務大臣には当時サラトフ県知事として強権をふるい、のちに首相となって改革をおこなうこととなるピョートル・ストルイピンが抜擢された。

### 晩年

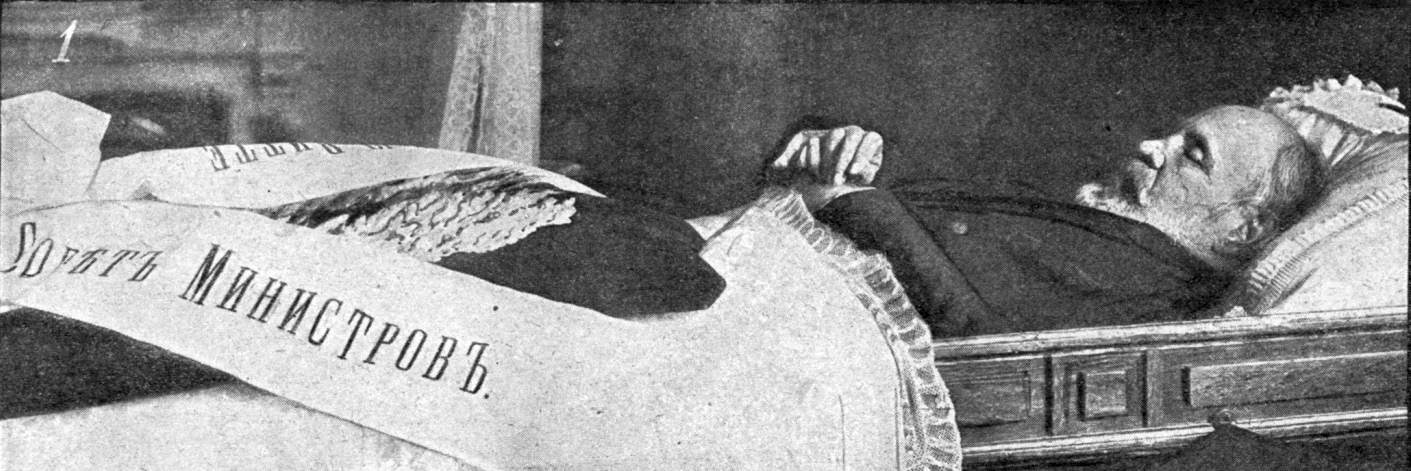
死の床にあるウィッテ

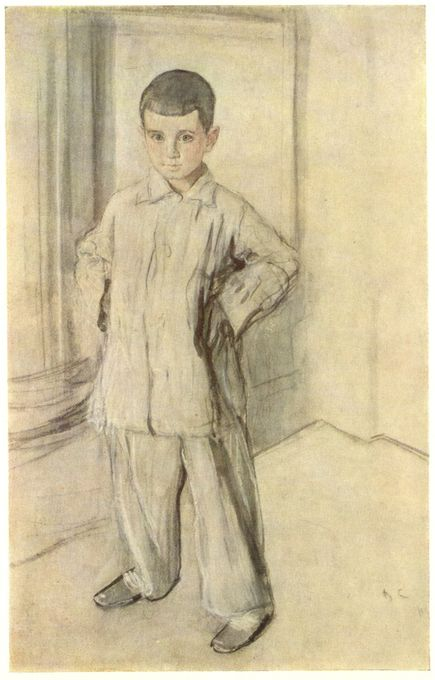
ウィッテ伯の孫、L.K.ナルイシキン（1905年生）
----
ヴァレンティン・セローフの作品（1910年）

首相辞任後のウィッテには政治的権能があたえられなかったが、その死に至るまで勅選の上院議員と財政委員会議長の役職をあたえられ、ロシア財政について意見を求められることもあった。しかし、皇帝ニコライ2世は彼を嫌い続けた。1907年1月には、彼の家に爆弾が据え付けられていたのが発見されている。研究者のパーヴェル・アレクサンドロヴィチ・アレクサンドロフは、のちにこの事件にはオフラーナ（ロシア帝国内務省警察部警備局）が関与していることを証明した。
爆弾設置事件ののち、ウィッテは冬の間、フランス南西部のビアリッツに移り、そこで回想録を書き始めた。1908年にはサンクトペテルブルクに戻っている。
1908年、駐英大使だった小村寿太郎が第2次桂内閣の外務大臣に就任するため、ロンドンを離れることとなったが、小村は途中でサンクトペテルブルクを訪れ、ウィッテと再会している。小村はウィッテに、「かつて敵対した日露両国はいまや日露協商を結んだ友好国であり、ポーツマス会議のことも振り返れば夢のようである」と述べたのに対し、ウィッテは、「会議当時、自分の交渉は大成功ともてはやされ、小村は国民から大きな批判を受けたが、しかし、いまや評価は逆転している」と応えている。小村はウィッテが心血を注いだシベリア鉄道を用いて日本に帰国した。
ウィッテが回想録を執筆していたことは、ロシアの上流階級のあいだでは周知のことであり、内容については皇帝もおおいに関心を払い、何が書かれているか心配していたという。回想録は1912年に完成した。この回想録は彼の死後、1921年に出版されたが、激動のロシア近現代史を語る史料として重要である（→「著書」節参照）。
1914年6月、サライェヴォ事件が起こると、ロシアがこれに巻き込まれることに強く反対し、ロシアが関与した場合はヨーロッパじゅうが大きな災厄に見舞われるであろうと皇帝に進言した。ウィッテは財政的見地からも参戦には反対したが、ニコライ2世はこれを無視した。結局、ロシアは7月30日に総動員令を発して第一次世界大戦に参戦した。ウィッテは晩年、皇帝一家の信頼厚い祈祷僧グリゴリー・ラスプーチンに近づいたという。それから間もなく、セルゲイ・ウィッテは1915年3月13日（露暦2月28日）、脳腫瘍・髄膜炎により露都ペトログラード（現、サンクトペテルブルク）の自宅で死去した。なお、ウィッテは死の床にあっても再び権力の座に返り咲くことを夢見ていたといわれている。
ニコライ2世は、ウィッテの死の知らせを聞いた後で、皇后アレクサンドラに書き送った手紙には「心の安らぎをおぼえる」と記している。ウィッテの葬儀はペトログラードのアレクサンドル・ネフスキー大修道院で執り行われた。しかし、ニコライ2世は侍従さえ参列させず、花輪を贈ることもしなかった。
ウィッテには子どもがいなかった。しかし、彼の妻マチルダが最初の結婚によって産んだ子を自分の養子とした。ロシアの歴史家エドワード・ラジンスキーによれば、ウィッテは孫（連れ子の子）にあたるレフ・キリロヴィチ・ナルイシキンに伯爵の称号が授与されるよう望んだというが、レフのその後の動向については何も知られていない。

## 評価・人物像
ウィッテは、皇帝アレクサンドル3世と保守思想家・政治家のコンスタンチン・ポベドノスツェフを深く尊敬していた。ポベドノスツェフは、アレクサンドル3世・ニコライ2世両皇帝の傅育官で、ロシア正教聖務会院長官を務めた有力者であった。かれらの影響を受けたウィッテは、既述のとおり保守専制主義者ではあったが、しかし、その一方、現状維持に拘泥するのではなく、新しい時代の趨勢や風潮に譲歩することも視野に入れて行動するタイプの保守主義者であった。また、彼のなかには現実的・科学的な合理主義とともにロシア的な愛国主義も同居していた。しかし、こういったことはなかなか同時代の保守政治家からは理解されず、ニコライ2世からも忌避された。
鉄道会社畑から政界に登用され、蔵相さらに首相とロシア政界に重きをなした経歴は、ロシアにあっては異色である。彼はツァーリ専制のままであっても、鉄道建設による工業化によって、ロシアを強大な国家に変容させることは可能と考えており、また、それを自身の使命であるとも考えていた。アメリカの歴史学者、ウォルター・マクドゥーガルは、彼を「ハンティントンやホプキンズ、クロッカー、スタンフォードを1つにしたような人物」と形容している。
歴史家による評価は高い。冒頭に掲げたファイジズによる評価のほか、石井規衛は「ロシアを一躍工業国へと転化させた功労者」であり、「300年のロマノフ王朝の歴史でもっとも精細を放ち、強力な個性をもった有能な官僚」と評している。土肥恒之もまた、ウィッテはピョートル・ストルイピンと並んで、ロシアの危機を救うべく登場した、有能さにおいて傑出した政治家であったと評価している。土肥は、帝政末期のロシアが外観ではあたかもツァーリの親政によって一切が取り仕切られているかのような体裁がとられていたのは、実はウィッテとストルイピンのおかげであったと指摘している。そして、ニコライ2世は帝国をみずからが個人的に統治しており、かつ今後も統治しつづけることができるという「致命的な思い違い」と虚栄心を捨てきれず、ロシア帝国を新時代にふさわしい大国に作りかえようというウィッテの考えを理解しなかったのではないかとしている。
なお、蔵相時代のウィッテは巨大な権限を行使したが、これは周囲から嫉妬され、自身にも傲慢さをもたらした可能性がある。閣僚のひとりであったヒルコフは「ウィッテはわれわれ全員を見下している」と述べている。

## 旧宅・墓所

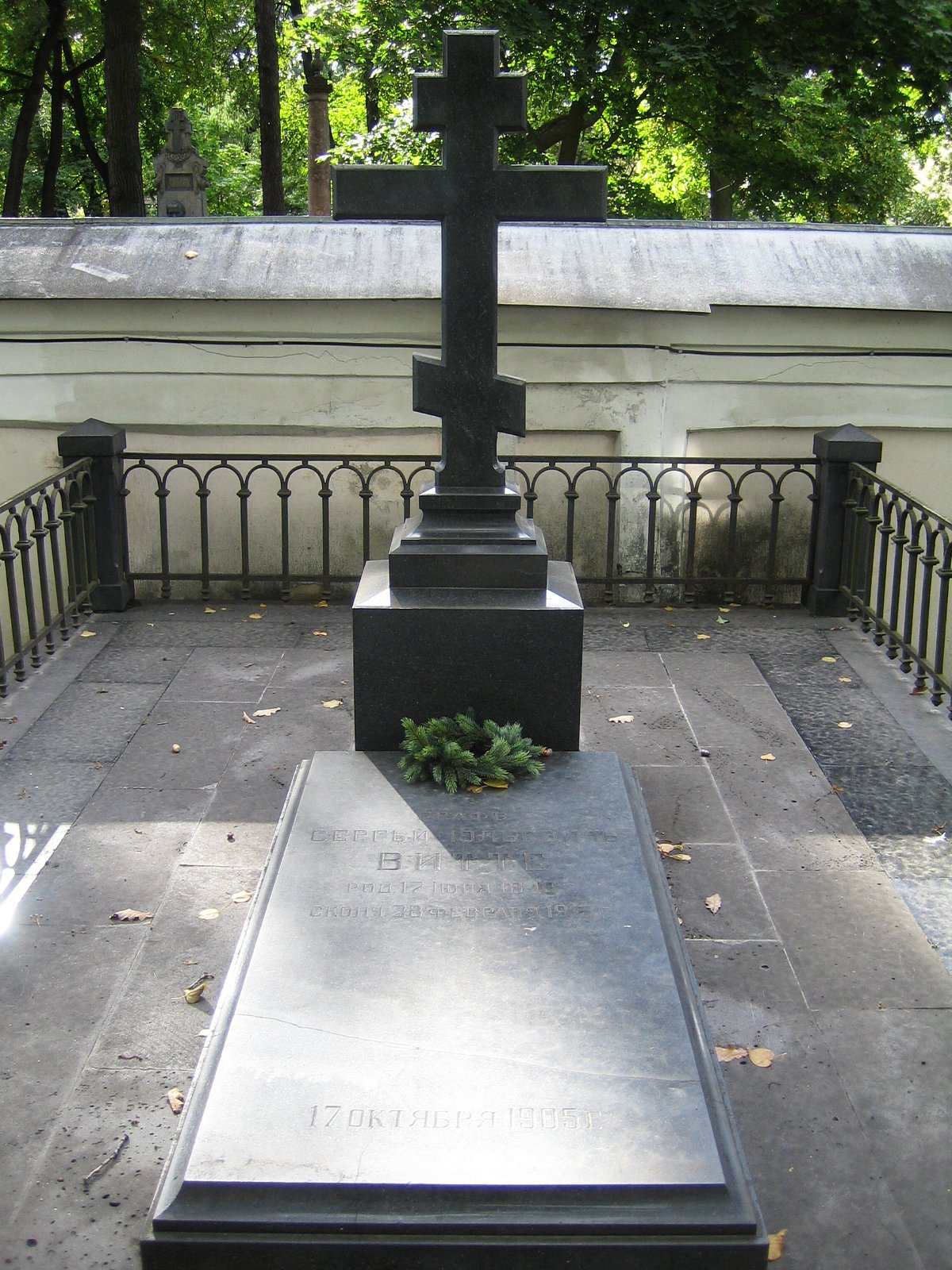
セルゲイ・ウィッテの墓（アレクサンドル・ネフスキー大修道院内）。八端十字架が用いられている。

ウィッテの生前の住居は、サンクトペテルブルク地下鉄のゴーリコフスカヤ駅のすぐ近く、カメンノオストロフスキー大通りに所在し、ソヴィエト連邦成立後は音楽専門中学として利用されてきた。
ウィッテの墓所は、サンクトペテルブルクのアレクサンドル・ネフスキー大修道院のなかにあり、文豪フョードル・ドストエフスキーや作曲家ピョートル・チャイコフスキーの墓地の向かい側に位置している。

## 著書
- 『鉄道運賃の原理』（1883年）
- 論文 「国民貯蓄とフリードリヒ・リスト」（1889年）

その他、経済や鉄道に関する著作・論文がある。
- 『ウイッテ伯回想記 日露戦争と露西亜革命 上』『同 中』『同 下』 大竹博吉監修 1930年
- 『ウイッテ伯回想記 日露戦争と露西亜革命』原書房 1972年（OD版2004年）

ウィッテの生前、アメリカのある出版社が彼に回想録の出版権の代金として100万ドルを提示したこともあったといわれるが、ウィッテはこれを拒否している。また、彼は自分の回想録の原稿が、みずからの死後、帝国政府によって奪われることを恐れ、妻のマチルダに命じてマチルダ名義で外国の銀行に預け入れさせ、さらに死の直前には他人名義でバイヨンヌ（フランス）の銀行に保管した。1917年にロシア革命が起こったのち、西ヨーロッパに亡命したマチルダは、1921年、回想録を公表した。最初、英語訳が、つづいてロシア語版が刊行された。現在、回想録のオリジナル原稿は、アメリカ合衆国のコロンビア大学ロシア・東欧史文化・文書館のバフメーチェフ・アーカイヴ（英語: Bakhmeteff Archive）に保管されている。
日本の探偵作家である平林初之輔は、『ウイッテ伯回想記』を「個々の事件だけでも、たっぷり大抵の探偵小説位の面白さはある」と評している。

## 顕彰・叙勲
- 聖アレクサンドル・ネフスキー勲章
- 聖ウラジーミル勲章（英語版）、1級
- 第1等 聖アンナ勲章（英語版）
- レジオンドヌール勲章 （フランス）, グランクロワ, 1901
- ヴァサ勲章（英語版） （スウェーデン）, グランドクロス, 1897
- プロイセン王国 王冠勲章

叙勲については上記の通り。日本からも旭日章が授与されている。
なお、 リャザン、クラスノダール、ニージニー・ノヴゴロドにキャンパスをもつ「モスクワ・セルゲイ・ウィッテ大学」（1997年にロシア科学・高等教育省の認可を受けた私立の教育機関）は彼の名声にちなんで命名された。

## 大衆文化での描写（演じた俳優）
- ローレンス・オリヴィエ - 『ニコライとアレクサンドラ』（1971年、アメリカ映画）
- フレディ・ジョーンズ - "Fall of Eagles"（1974年、イギリスBBCの連続TVドラマ）
- オスマン・ユセフ - 『ポーツマスの旗』（1981年、NHKのTVドラマ）
- ヴァレリー・バリノフ（ロシア語版） - 『坂の上の雲』（2009年-2011年、NHKのTVドラマ）